# Pastor lapó de Suècia
El  Pastor lapó de Suècia  és una raça de gos tipus Spitz. D'origen suec és una de les tres races de pastor lapó desenvolupades des d'un tipus de gos criat pel poble Sami per a la caça i guarda dels seus rens i es pot entrenar per la competició.